# Nakajima Ki-27
Le Nakajima Ki-27 (九七式戦闘機, Kyūnana-shiki sentōki, ou chasseur type 97) était l'avion de chasse le plus répandu dans le Service aérien de l'Armée impériale japonaise jusqu'en 1940, il est connu au Japon sous le surnom populaire de "NaTe" (venant de la contraction de Nakajima Tekkosho ou Métallurgie Nakajima). Surnommé Clint par les Alliés dans le Pacifique et Abdul quand il opérait sur le théâtre d'opération asiatique (Chine, Birmanie, Inde). Le Ki-27 fut le premier avion monoplan à ailes basses du Japon, et un adversaire redoutable en combat tournoyant en raison de son faible rayon de virage.

## Conception
En 1935, l'Armée Impériale Japonaise émit un appel d'offres pour remplacer son obsolète biplan Kawasaki Ki-10 (Chasseur Type 95) pour un avion de chasse monoplan à ailes basses. De cette compétition résultèrent les prototypes Mitsubishi Ki-33 (en) (qui était conçu sur la structure du Mitsubishi A5M Claude), Kawasaki Ki-28 (en), et Nakajima Ki-27.
Le projet Ki-27 de Nakajima était basé sur le prototype de chasseur monoplan Nakajima Ki-11 (en), qui perdit l'appel d'offres face au Kawasaki Ki-10 pour le contrat du chasseur Type 95. Comme le projet précédent du Nakajima Ki-12 (ja) équipé d'un moteur à refroidissement liquide et d'un train rétractable hydrauliquement avait été jugé bien trop complexe par les officiels japonais, le Ki-27 fut dessiné par Koyama Yasushi avec un moteur à refroidissement par air Nakajima Ha-1 Otsu d’une puissance de 710 chevaux au décollage et un train fixe. L'avion était également équipé d’ailes à bord d'attaque droit et bord de fuite effilé, qui étaient la marque de fabrique de Nakajima et que l'on retrouvera sur leurs avions Ki-43 Hayabusa, Ki-44 Shoki, et Ki-84 Hayate. Son rayon d’action était de 400 kilomètres.
Le Ki-27 effectua son premier vol le 15 octobre 1936. Bien que sa vitesse maximale de 470 km/h et sa vitesse ascensionnelle (5 000 mètres en 5 min et 22 s) soient inférieures à celles de ses concurrents, l'Armée choisit le projet de Nakajima, notamment en raison de ses capacités de voltige remarquables permises par sa faible charge alaire. Il était capable d’effectuer un virage sur 86 mètres en 8,1 secondes. Dix exemplaires de présérie (ki-27a) furent commandés pour des essais, mais équipés avec des cockpits fermés à verrière coulissante ainsi que des ailes plus grandes.
Le modèle fut officiellement admis au service actif en 1937 sous la désignation Chasseur Type 97. En plus de Nakajima, le Ki-27 fut construit par la société Tachikawa (Tachikawa Hikōki K.K (en)) et la Manshukoku Hikoki Seizo KK, pour un total de 3 368 appareils construits avant que la production s'arrête en 1942.
Son armement était constitué de deux mitrailleuses type 89 de 7,7 × 58 mm Arisaka, approvisionnées à  500 coups chacune ou, sur les derniers modèles, d'une mitrailleuse de 12,7 mm et d'une de 7,7 mm. Il se révéla être une plateforme de tir stable, compensant en partie la faiblesse de son armement. L’appareil était équipé d’un récepteur radio, mais seuls celui des chefs d’unités disposait aussi d’un émetteur. Et ces radios manquaient de fiabilité.

## Histoire opérationnelle

Un Ki-27 japonais abattant un Hawk III chinois.

Le Ki-27 fut le principal chasseur de l'Armée Impériale juste avant la Seconde Guerre mondiale. Lors de son utilisation durant la Seconde Guerre Sino-Japonaise en mars 1938 au-dessus du nord de la Chine, le Ki-27 bénéficia d'une certaine supériorité aérienne jusqu'à l'introduction au sein des forces de la République de Chine du rapide Polikarpov I-16.
En 1939, lors de la Bataille de Halhin Gol contre l'URSS, le Ki-27 fit face à des biplans Polikarpov I-15 et des monoplans Polikarpov I-16. Durant la phase initiale du conflit, ses performances étaient comparables aux premiers I-16 et largement supérieures aux I-15, auxquelles il faudra rajouter la meilleure formation des pilotes nippons. Cependant, les faiblesses du Ki-27 étaient son absence de blindage, de réservoirs auto-obstruants et un armement inadéquat de deux mitrailleuses de 7,7 mm (Calibre 0.303). Mais en dépit de cela, à chaque fois que des Ki-27 ont réussi à disperser une formation ennemie et à l'engager en combat tournoyant, les soviétiques n'avaient que peu de chances de s'en tirer...

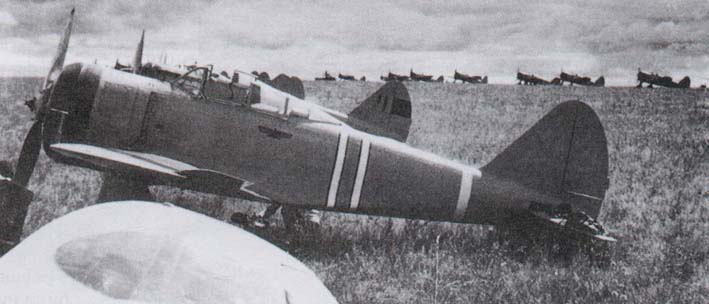
Ki-27 prêts à participer à la bataille de Halhin Gol.

Plus tard, l'armée de l'air russe commença à concevoir des modèles d'avions améliorés, tels que les nouveaux I-16. Plus rapide, plus lourdement armé, avec un meilleur blindage, le nouvel I-16 se révéla supérieur au Ki-27. Ce nouvel avion permit aussi aux pilotes soviétiques de s'échapper en piquant. D'autres nouvelles tactiques virent le jour : attaquer en formation en profitant de l'avantage de sa vitesse et/ou de l'altitude et partir : la tactique dite du Hit and Run. En conséquence, les pilotes japonais épuisés par ses combats constants subissent de lourdes pertes, malgré l'excellente manœuvrabilité et les débuts prometteurs du Ki-27. Durant cette période, le Japon revendiqua 1 252 avions ennemis abattus, ce qui se révèle peu réaliste car 6 fois supérieur au nombre officiel soviétique.
Le faible rayon de virage du Ki-27 amena l'Armée à se concentrer exclusivement sur la manœuvrabilité, décision qui handicapa par la suite le développement de chasseurs mieux armés ou plus rapides. Le Ki-27 servit à partir du commencement de la Seconde Guerre mondiale dans le Pacifique, escortant les bombardiers attaquant la Malaisie, Singapour, les Indes orientales néerlandaises, la Birmanie et les Philippines (où il eut maille à partir avec le Brewster F2A Buffalo).
Le Ki-27 combattit aussi les Tigres volants dans les premiers mois du conflit. Bientôt surclassé par le Curtiss P-40 Warhawk, le Ki-27 fut remplacé sur le front par le Nakajima Ki-43 Hayabusa, et il continua à servir comme avion d'entrainement.
Le Ki-27 fut aussi utilisé par les armées de Mandchoukouo ou de Thaïlande où il servit au service actif. Au sein de l'armée thaï, les Ki-27 ont endommagé un P-51 Mustang et abattirent un P-38 Lightning. À la fin de la Guerre, quelques Ki-27 furent chargés de 500 kg d'explosifs pour des missions Kamikaze.

## Variantes
- Nakajima Type PE  –

Avion expérimental équipé d'un moteur Nakajima Ha.1a, 1 exemplaire construit.
- Nakajima Ki-27

Prototype avec armement construit selon les spécificités de l'appel d'offres de l'Armée Impériale Japonaise, deux exemplaires construits.
- Nakajima Ki-27-Kai

Version de préproduction avec armement et un moteur Ha.1b, 10 exemplaires construits.
- Ki-27a (Chasseur Type 97)

Première version de production, environ 565 exemplaires construits.
- Ki-27a-Kai

Version d'entrainement convertie à partir de la version de production, environ 150 exemplaires convertis.
- Ki-27b (Chasseur Type 97b)

Version améliorée avec une verrière améliorée, un refroidissement hydraulique et possibilité d'emport pour 4 × 25 kg de bombes ou de réservoirs d'appoint sous les ailes. Au total 1 492 exemplaires construits, dont 50 par la Tachikawa Aircraft Company Ltd.
- Ki-27b-Kai

Version d'entrainement convertie partir des exemplaires de production. Environ 225 avions convertis.
- Nakajima Ki-27-Kai

Version expérimentale allégée développée comme solution intermédiaire au développement retardé du Ki-43, vitesse maximale de 475 km/h;2 exemplaires construits.
- Mansyu Ki-79

Version d'entrainement, construit par Manshūkoku Hikōki Seizo KK avec un moteur Hitachi Ha.13. Un total de 1 329 avions furent construits en 4 sous-versions (Ki-79a, b, c et d).

## Pays utilisateurs

### Seconde Guerre mondiale
- Japon
- Mandchoukouo
- Gouvernement réformé de la République de Chine
- Thaïlande

### Après-Guerre
- République de Chine
- Indonésie : en 1945, la guérilla pro-indépendantiste indonésienne captura un petit nombre ces chasseurs dans quelques-unes des nombreuses bases aériennes japonaises sur leur territoire, notamment sur la base de Bugis (Île de Malang, le 18 septembre 1945). Beaucoup de ses avions furent détruits lors de combats contre le colonisateur hollandais et la jeune république d'Indonésie durant la Révolution indonésienne entre 1945 et 1949.

## Informations diverses
À beaucoup de points de vue le Ki 27 constitua le jumeau du Mitsubishi A5M de la marine : même forme de monoplan à ailes basses et train fixe, dimensions et performances semblables. Le Ki 27 marqua également le passage dans l'ère moderne.

### Développement lié
- Nakajima Ki-12 (ja)
- Nakajima Ki-43

### Aéronefs comparables
- Fokker D.XXI
- Polikarpov I-16
- Seversky P-35